# Monte Baracca, Contrada Giarrita
Monte Baracca, Contrada Giarrita este o arie protejată (arie specială de conservare — SAC, sit de importanță comunitară — SCI) din Italia întinsă pe o suprafață de 1.716 ha, integral pe uscat.

## Localizare
Centrul sitului Monte Baracca, Contrada Giarrita este situat la coordonatele 37°46′40″N 15°04′07″E / 37.777778°N 15.068611°E.

## Înființare
Situl Monte Baracca, Contrada Giarrita a fost declarat sit de importanță comunitară în septembrie 1995 pentru a proteja 1 specie de animale. Situl a fost protejat și ca arie specială de conservare în martie 2017.

## Biodiversitate
Situată în ecoregiunea mediteraneană, aria protejată conține 11 habitate naturale: Păduri de fag din Apenini cu Taxus și Ilex, Păduri de stejar alb estice, Câmpuri de lavă și excavații naturale, Păduri de Castanea sativa, Păduri de pin (sub-) mediteraneene cu pini negri endemici, Galerii de Salix alba și de Populus alba, Lande oro-mediteraneene cu formațiuni endemice de grozamă, Păduri panonice-balcanice de stejar turcesc - stejar sesil, Grohotișuri termofile și vest-mediteraneene, Pseudostepă cu ierburi și specii anuale de Thero-Brachypodietea, Păduri de Quercus ilex și Quercus rotundifolia.
La baza desemnării sitului se află o specie protejată de  păsări: ciocârlie de pădure (Lullula arborea)
Pe lângă speciile protejate, pe teritoriul sitului au mai fost identificate 25 de specii de plante, 5 specii de păsări, 1 specie de amfibieni, 2 specii de mamifere, 43 de specii de nevertebrate, 6 specii de reptile.